# Forst an der Weinstraße
Forst an der Weinstraße – miejscowość i gmina w Niemczech, w kraju związkowym Nadrenia-Palatynat, w powiecie Bad Dürkheim, wchodzi w skład gminy związkowej Deidesheim.